# Elena Ivanovici
Elena Ivanovici, detta Geta (Bucarest, 1937 – 16 giugno 2024), è stata una cestista rumena.

## Biografia
Con la Romania disputò i Campionati del mondo del 1959 e quattro edizioni dei Campionati europei (1960, 1962, 1964, 1966).